# CATCH OF SUMMER
CATCH OF SUMMER（キャッチ・オブ・サマー）は夏季期間中の平日12:00 - 12:55に放送される、FMヨコハマの公開生放送音楽番組。
期間中、通常放送されている番組は放送時間を短縮してこの番組を放送する。

## 番組内容
- 毎日日替わりでゲストが迎えられ、12:00からFMヨコハマの生放送に出演、放送終了後は現地のみのスペシャルライブを展開している。
- 2010年以前は神奈川県鎌倉市の由比ガ浜海水浴場に毎年設置されるFMヨコハマのビーチハウスSeaside Terrace 84.7から公開生放送されていた。
- 2011年以降は番組にスポンサーが付く場合のみ放送されている。
- 2011年は期間を大幅に短縮し、会場を大磯ロングビーチに変更。しかし19日 - 21日は台風の接近・通過に伴う荒天および高波のため、みなとみらいの本社から放送された。
- 2020年は公開生放送を行わず、みなとみらいの本社スタジオから放送された。

## オンエア期間
- 2003年: 7月21日 - 8月15日（12：30 - 12：55）
- 2004年: 7月19日 - 8月20日
- 2005年: 7月18日 - 8月19日
- 2006年: 7月17日 - 8月18日
- 2007年: 7月16日 - 8月17日
- 2008年: 7月21日 - 8月15日
- 2009年: 7月21日 - 8月14日
- 2010年: 7月19日 - 8月13日
- 2011年: 7月18日 - 7月22日
- 2014年: 7月21日 - 8月15日
- 2018年: 7月17日 - 8月17日
- 2019年: 7月15日 - 8月16日
- 2020年: 7月23日 - 8月31日
- 2021年: 7月19日 - 8月31日
- 2022年: 7月18日 - 8月31日
- 2023年: 7月17日 - 8月31日

## メインパーソナリティ
2003年
- 柴田聡

2004年
- KANA

2005年
- 鈴木まひる

2006年
- KANA

2007年
- 月 - 水：岡田マリア
- 木・金：遠近由美子

2008年
- 岡田マリア

2009年
- 鈴木裕介
- 週替わりアシスタントDJ：丸高愛実、堀えりか、本山香苗、葵マリカ

2010年
- 福田明子

2011年
- 鈴木まひる

2014年
- 井手大介

2018年
- 月 - 木：井手大介
- 金：週替わり
  - 金曜週替わりパーソナリティ：逗子三兄弟、柴田聡、栗原治久、ZiNEZ-ジンジ-、MITSUMI

2019年
- 月 - 木：井手大介
- 金：週替わり
  - 金曜週替わりパーソナリティ：小川コータ&とまそん、コアラモード.、HANDSIGN、FUKI、ハービー・山口

2020年
- 月 - 木：小林大河
- 金：週替わり
  - 金曜週替わりパーソナリティ：ほのか、松原江里佳、新井麻希、秀島史香、大山愛未、Saku

2022年
- 月・火：石川舜一郎、飛香まい
- 水・木：ZiNEZ-ジンジ- 、Mii
- 金：朝海ルナ

2023年
- 月・火：飛香まい、日替わりFヨコレギュラーDJ
- 水・木：Mii、日替わりFヨコレギュラーDJ
  - 月 - 木 日替わりFヨコレギュラーDJ：石川舜一郎、ZiNEZ-ジンジ-、DJ帝、穂積ユタカ、柴田聡、令和応援団 龍口健太郎、井手大介、NOLOV、鈴木裕介、鈴木まひる、岸洋佑、長友愛莉、IMALU、植松哲平、じゅんご、栗原治久
  - 7/17（月祝）は井手大介が単独で担当。
- 金：週替わり
  - 金曜週替わりパーソナリティ：岸洋佑、Lead、lol-エルオーエル-、KIMI、安斉かれん、トミタ栞

## CATCH OF SUMMER REPORT
神奈川周辺のいろいろな場所からリポーターが声を届ける。

### リポーター
2023年
- 月・火: 令和応援団 龍口健太郎
- 水・木: 長友愛莉